# Hugh Ford
Hugh Ford (5 de fevereiro de 1868 – 1952) foi um diretor de cinema e roteirista norte-americano. Ele dirigiu ou co-dirigiu 31 filmes entre 1913 e 1921. Ele escreveu os roteiros para 19 filmes entre 1913 e 1920.
Ele nasceu em Washington, D.C., Estados Unidos.